# La Ferté-Saint-Samson
La Ferté-Saint-Samson è un comune francese di 446 abitanti situato nel dipartimento della Senna Marittima nella regione della Normandia.

## Società

### Evoluzione demografica
Abitanti censiti